# Estado estacionário (economia)
Estado estacionário está ligado ao ramo da Economia que trata do desenvolvimento econômico.  O estado estacionário de Solow, teoria formulada por Robert Solow, Prêmio de Ciências Econômicas de 1987, é uma situação em Economia em que o investimento iguala a depreciação. Nesse estágio, aumentos do capital reduzem o consumo. Enquanto o estado estacionário Ricardiano, está focado na oferta de preço de alimento e a variação populacional de uma região ou país, como razão da variação de acumulo de capital, assim como o desenvolvimento econômico.

## Estado estacionário de Solow
Este estado normalmente é alcançado por países que negligenciaram o investimento ao longo dos anos, como por exemplo, o Brasil, e, ao atingí-lo, passam a apresentar baixos índices de crescimento do PIB. Isso também se aplica a regiões ou municípios, como por exemplos, a metade sul do Rio Grande do Sul, como região, ou o município de Cruz Alta-RS; o noroeste dos estados de Goiás e Bahia; as porções sul e norte de Minas Gerais, a cidade do Rio de Janeiro e alguns estados do nordeste, como Alagoas, Piauí e Maranhão que, isoladamente, apresentam esse fenômeno.
Quando o investimento supera a depreciação, o estoque de capital aumenta, proporcionando aumentos de consumo, ou de poupança, que geram novos investimentos. Quando o nível de investimentos é baixo, a depreciação supera os investimentos, diminuindo o estoque de capital.
Num gráfico de dispersão formulado por Solow, com 84 países, entre eles o Brasil, ficou evidenciado que altos níveis de investimento conduzem a uma elevada renda per capita.
A fórmula segue como :
{\displaystyle \Delta k=sf(k)-\delta k}
Onde :
{\displaystyle \Delta k=} variação do capital
{\displaystyle sf(k)=} poupança em função do capital(ou seja, investimento)
{\displaystyle \delta k=} depreciação do capital
Normalmente, a poupança e o investimento tendem a ser baixos em países com instituições políticas precárias, e/ou onde a corrupção é elevada.
A importância do investimento sobre o estoque de capital por trabalhador apresenta um componente vital, que é o de prevenir e equilibrar os efeitos do crescimento populacional, ou seja:
{\displaystyle i=sf(k)-nk},
onde
{\displaystyle i=} investimento
{\displaystyle n=} variação populacional.
A variação população faz com que uma menor quantidade de capital esteja disponível para o atendimento de todos os anseios da sociedade.
Para que se reverta uma situação de estado estacionário, somente duas coisas podem ser feitas, de forma isolada ou combinada:
- O aumento da nível de poupança, e por conseguinte, do nível de investimentos;
- A inserção de progresso tecnológico;

Com a aplicação de tais variáveis, segundo Solow, a economia passa a atingir um patamar superior de Estado Estacionário.   A maior evidência disso é mundial, com três casos :
- A revolução industrial
- A evolução nos meios de transporte
- A informatização

## Estado estacionário Ricardiano
Pelo pensamento ricardiano, previa a ocorrência de um estado estacionado, resultante do aumento populacional e a diminuição da oferta de alimentos, mesmo com o crescimento do cultivo de alimentos em terras pouco férteis. Pois, estas razões, implicava no aumento dos preços de alimento e o salário de sub-existência ou salário natural, prejudicando a taxa de acumulo de capital,por fim, reduzindo o crescimento econômico. Ricardo defendia medidas econômicas liberais como, a importação de alimentos e o controle de natalidade, reduzindo as pressões sobre a demanda e a elevação dos salários naturais.